# Hadez
Hadez byla peruánská black/death metalová kapela založená roku 1986 ve městě Lima, vedle např. brazilských Sepultury a Mystifier a kolumbijsko-americké Inquisition jedna z nejstarších metalových skupin na jihoamerickém kontinentě. V roce 1988 vydala první demo Guerreros de la Muerte. Debutní studiové album Aquelarre vyšlo v roce 1993 u peruánského undergroundového vydavatelství Brutal Records, i když původně mělo vyjít u Deathlike Silence Productions Øysteina Aarsetha známého pod pseudonymem Euronymous.
Kapela se několikrát rozpadla, naposledy roku 2015. Na kontě má 4 dlouhohrající desky.

## Diskografie

### Dema
- Guerreros de la Muerte (1988)
- Altar of Sacrifice (1989)
- Hadez Attack (1990)
- Extreme Badness on the World (1992)

### Studiová alba
- Aquelarre (1993)
- Even If You Die a Thousand Times (2000)[2]
- Doomsday: The Death Rides (2009)
- Morituri Te Salutant (2014)

### Kompilace
- Damnations from the Past (2001)
- ...from the Graves (2005)
- Guerreros de la Muerte (2012)

### EP
- The Path of the Ossuary Devilish Possession (2010)
- Old Blasphemies (Demo 1999) (2014)

### Live alba
- Ready to Suffer...Hadez Attack Again (2008)

### Video
- Ready to Suffer... Hadez Attack Again!!! (2008)